# 2017 FQ161
2017 FQ161 est un objet transneptunien probablement en résonance 1:2 avec Neptune.